# Seznam vrcholů v Českém středohoří

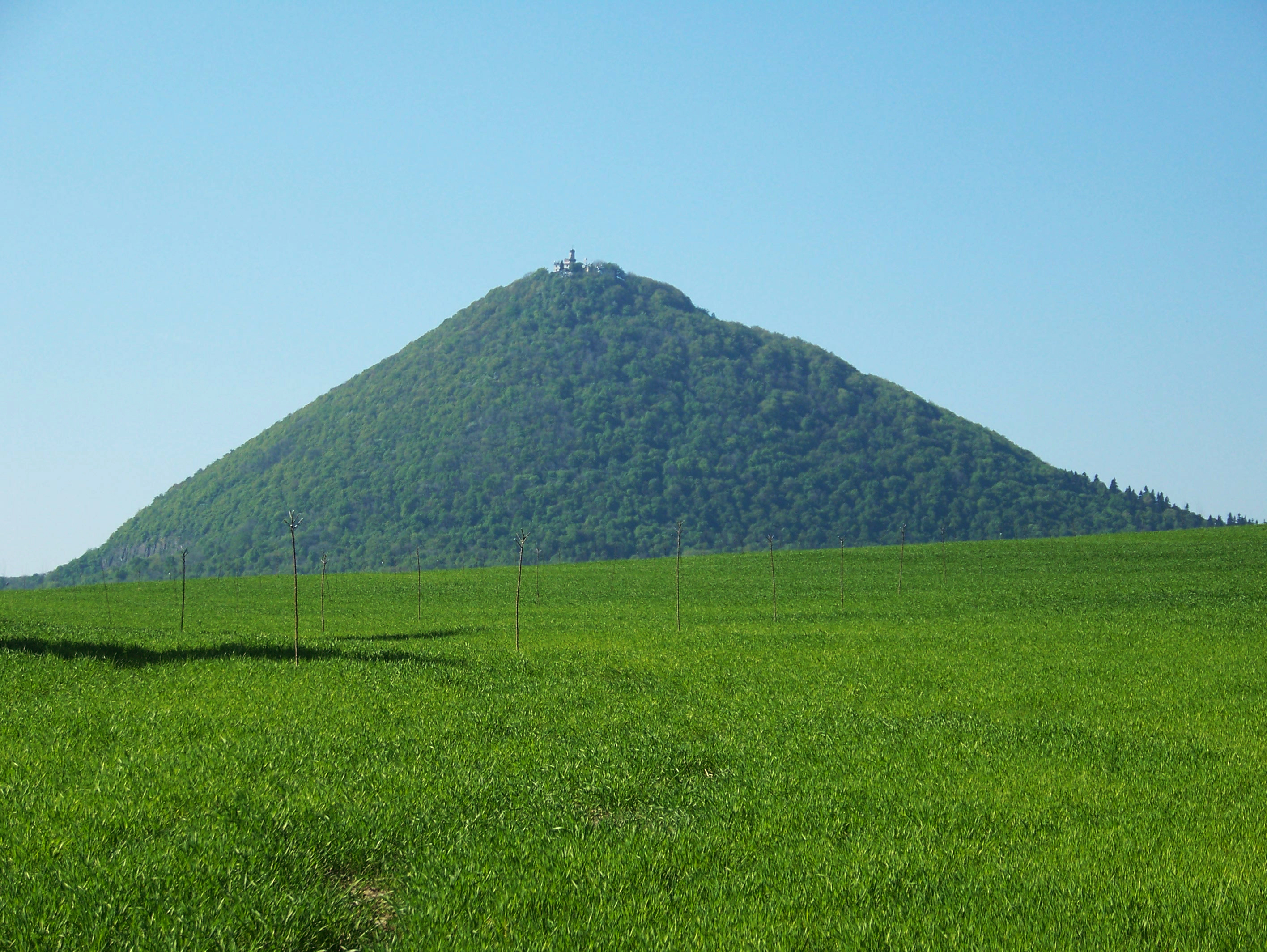
Milešovka (837 m n. m.)

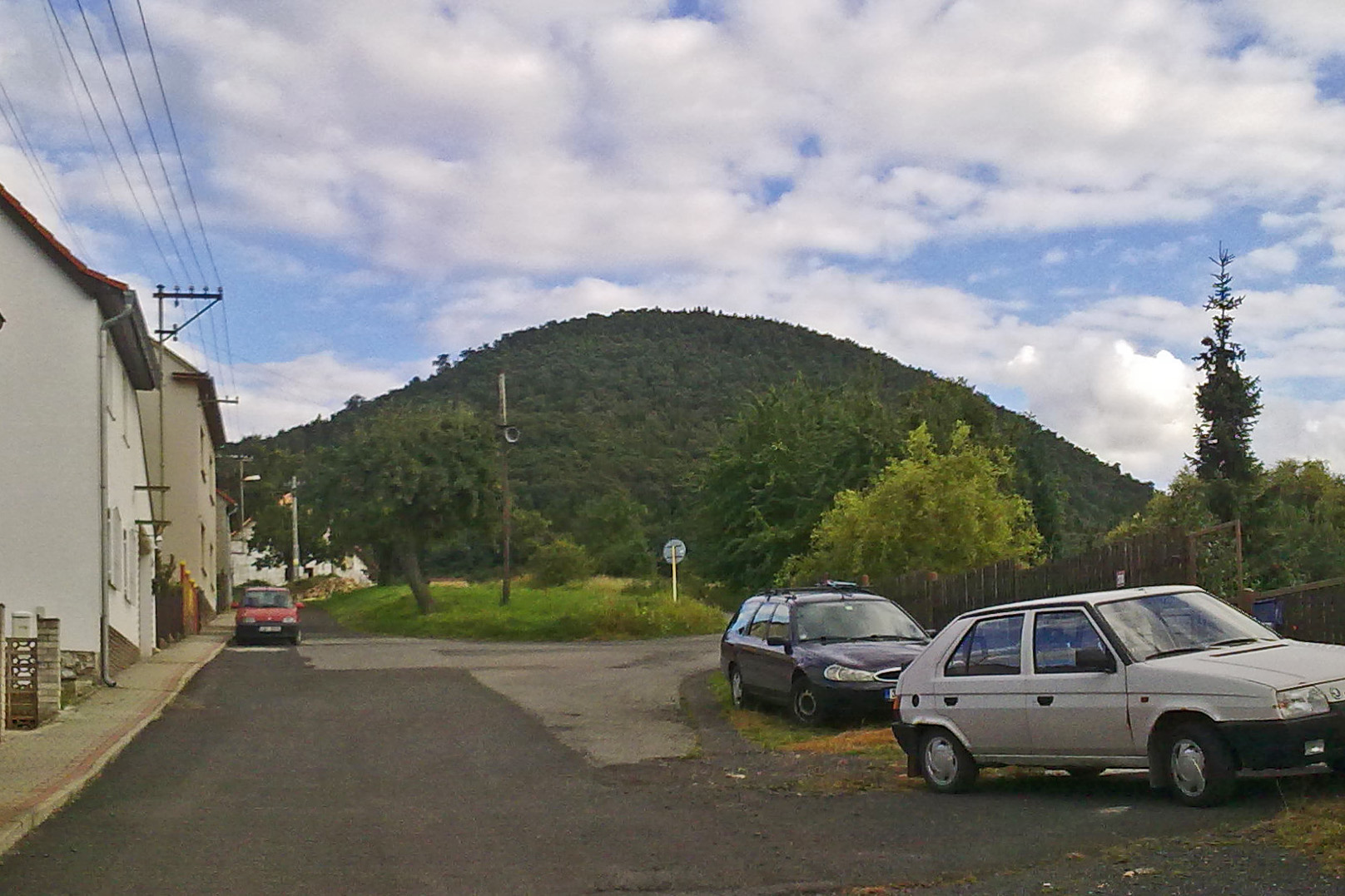
Kloč (737 m n. m.)

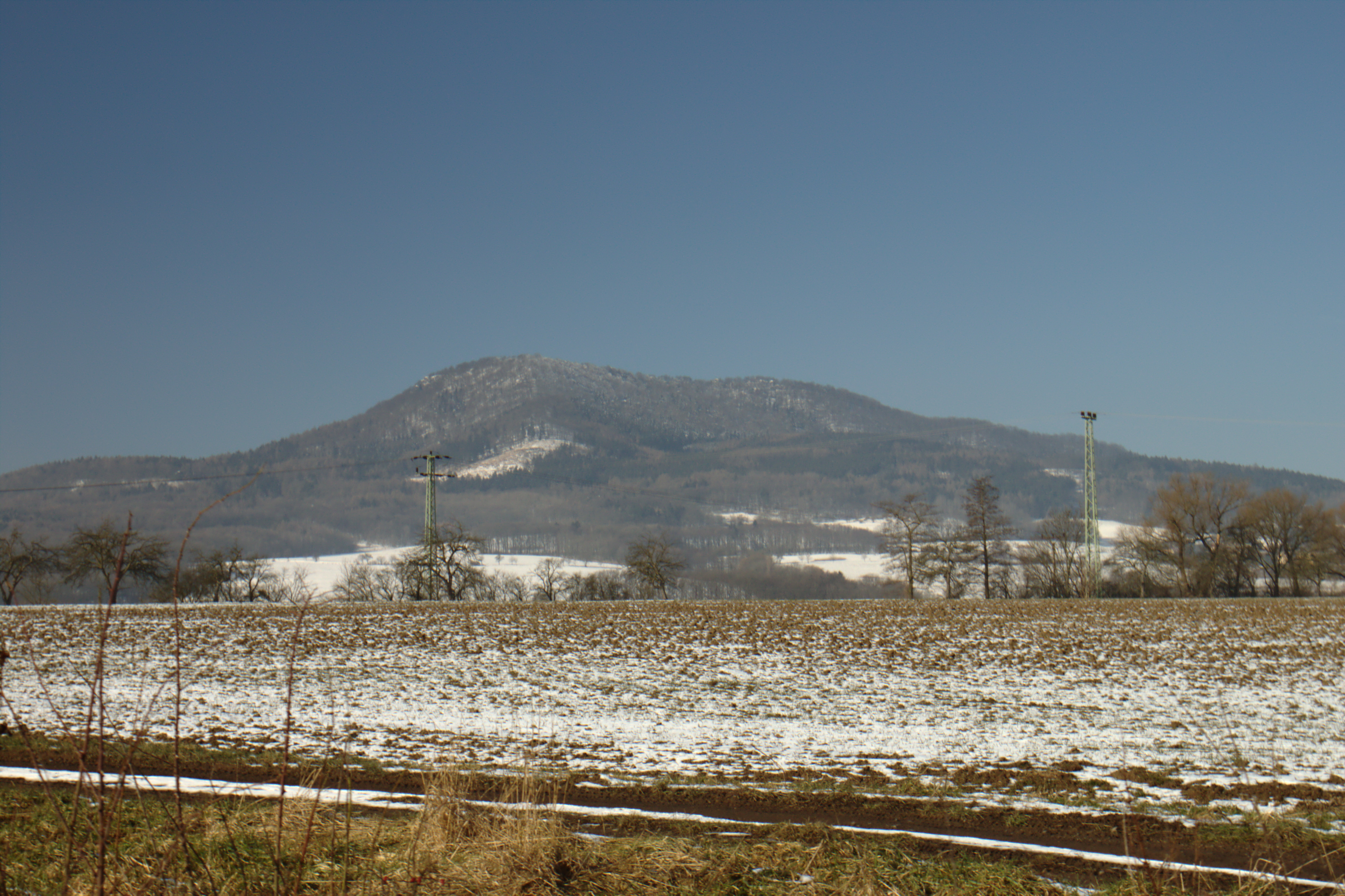
Sedlo (727 m n. m.)

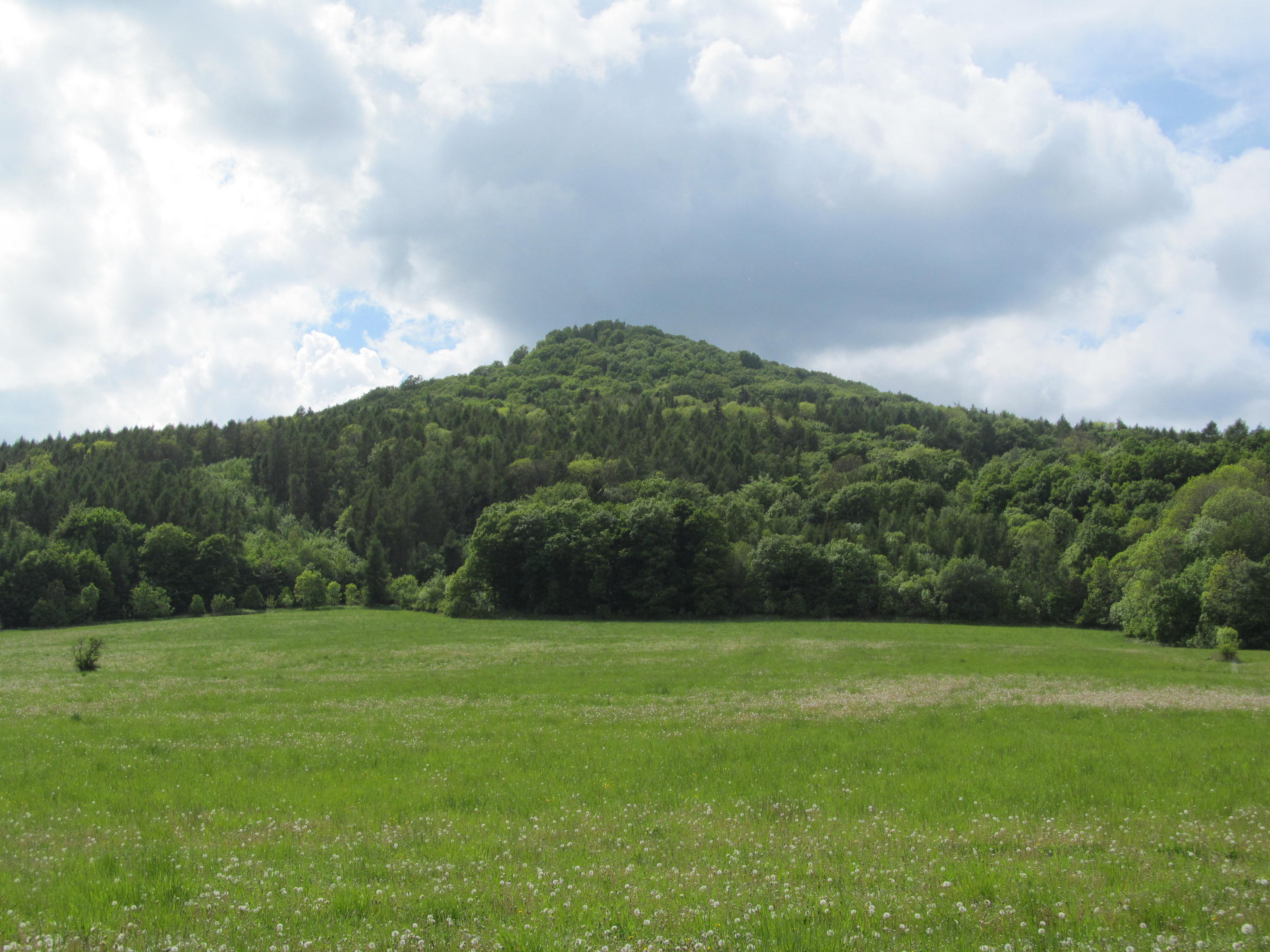
Kletečná (706 m n. m.)

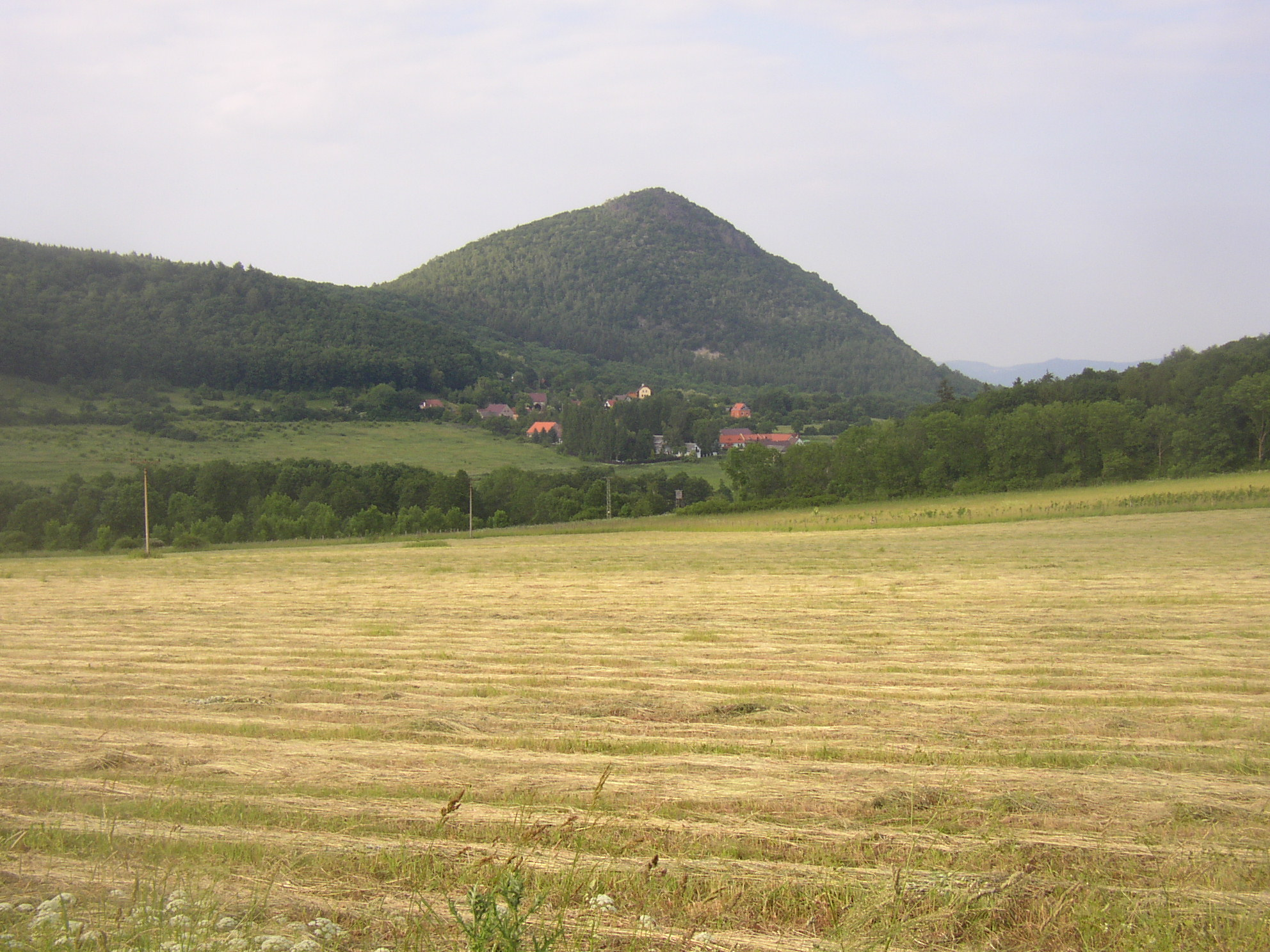
Lipská hora (689 m n. m.)

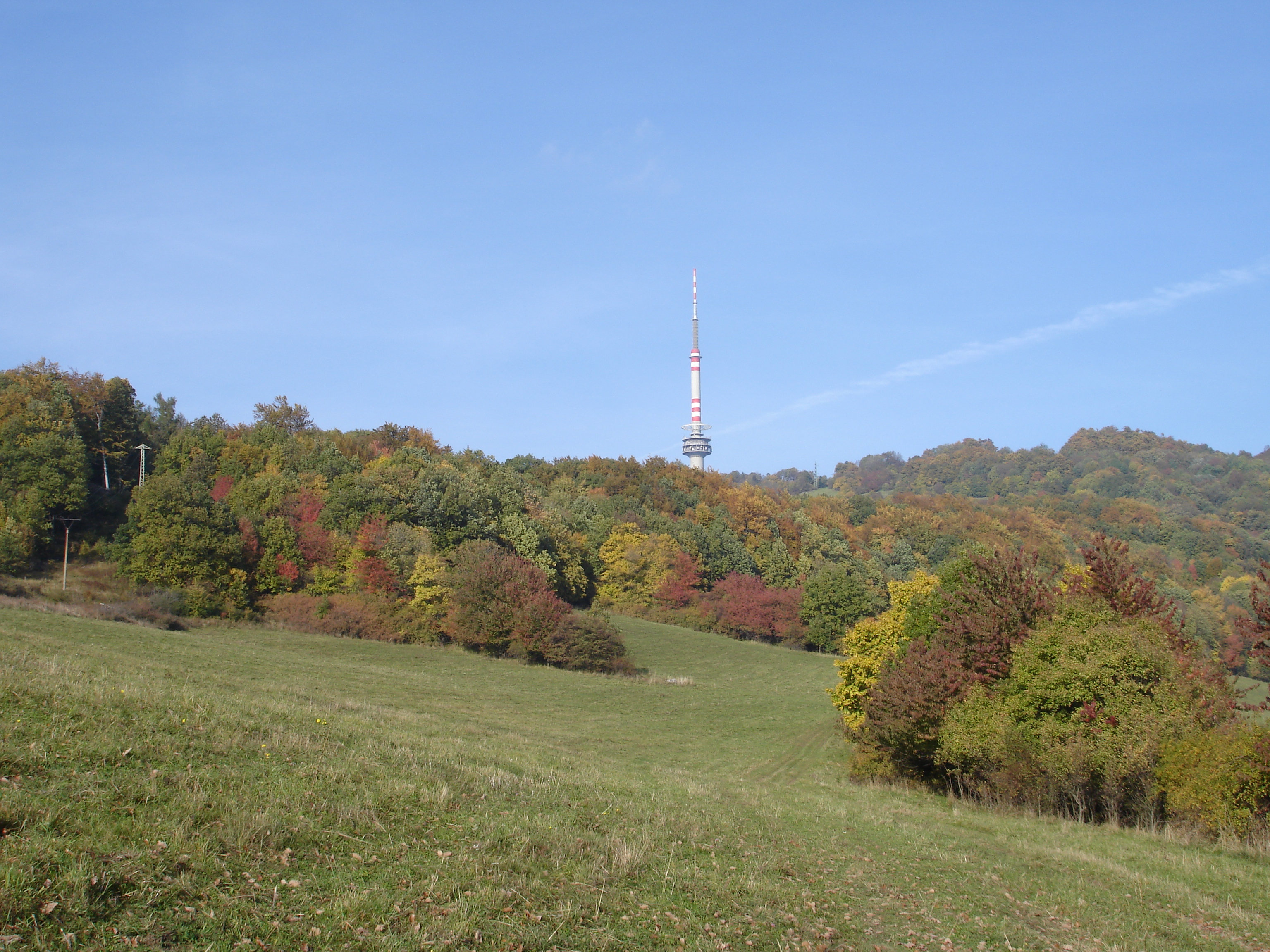
Buková hora (686 m n. m.)

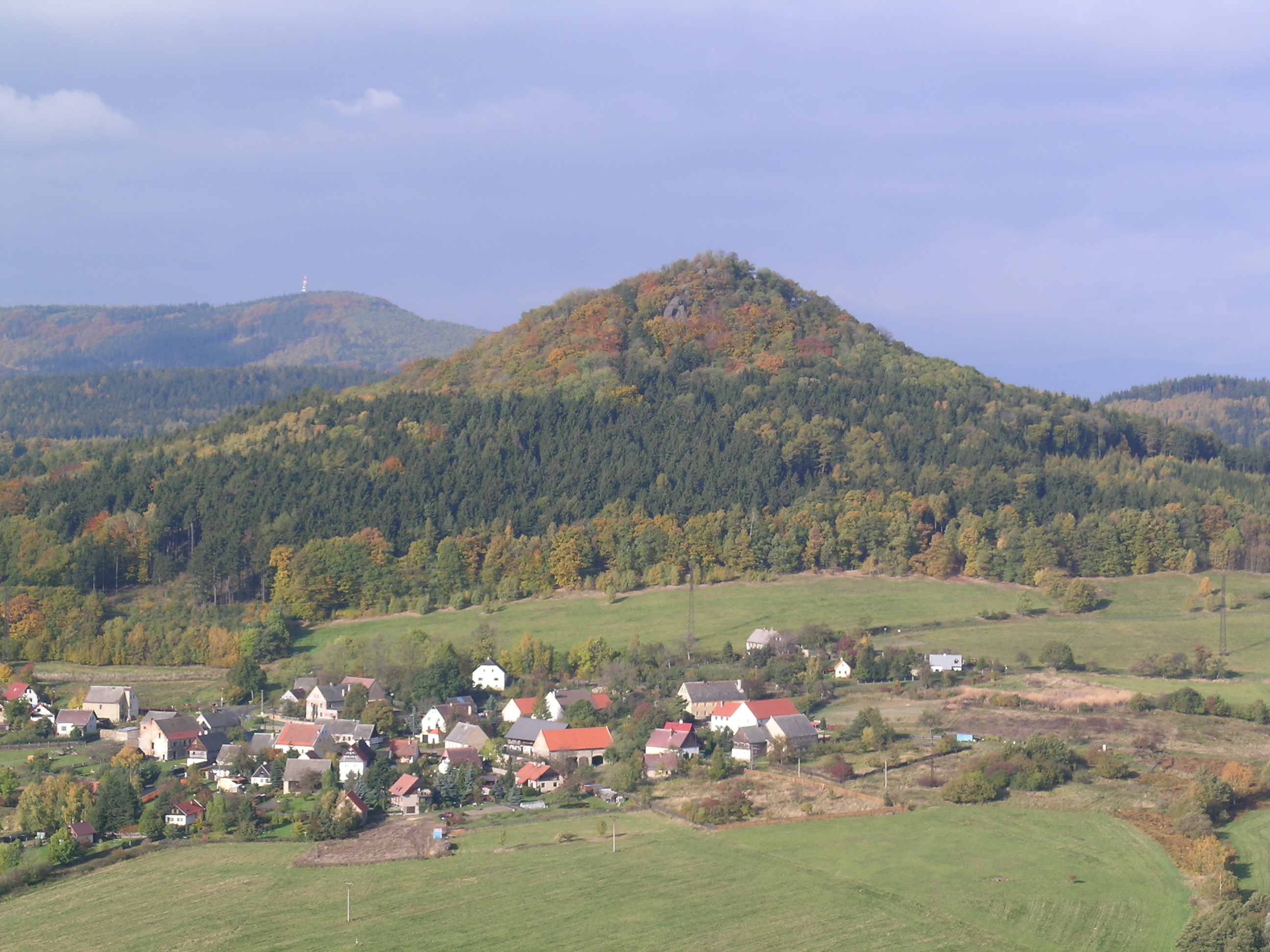
Panna (593 m n. m.)

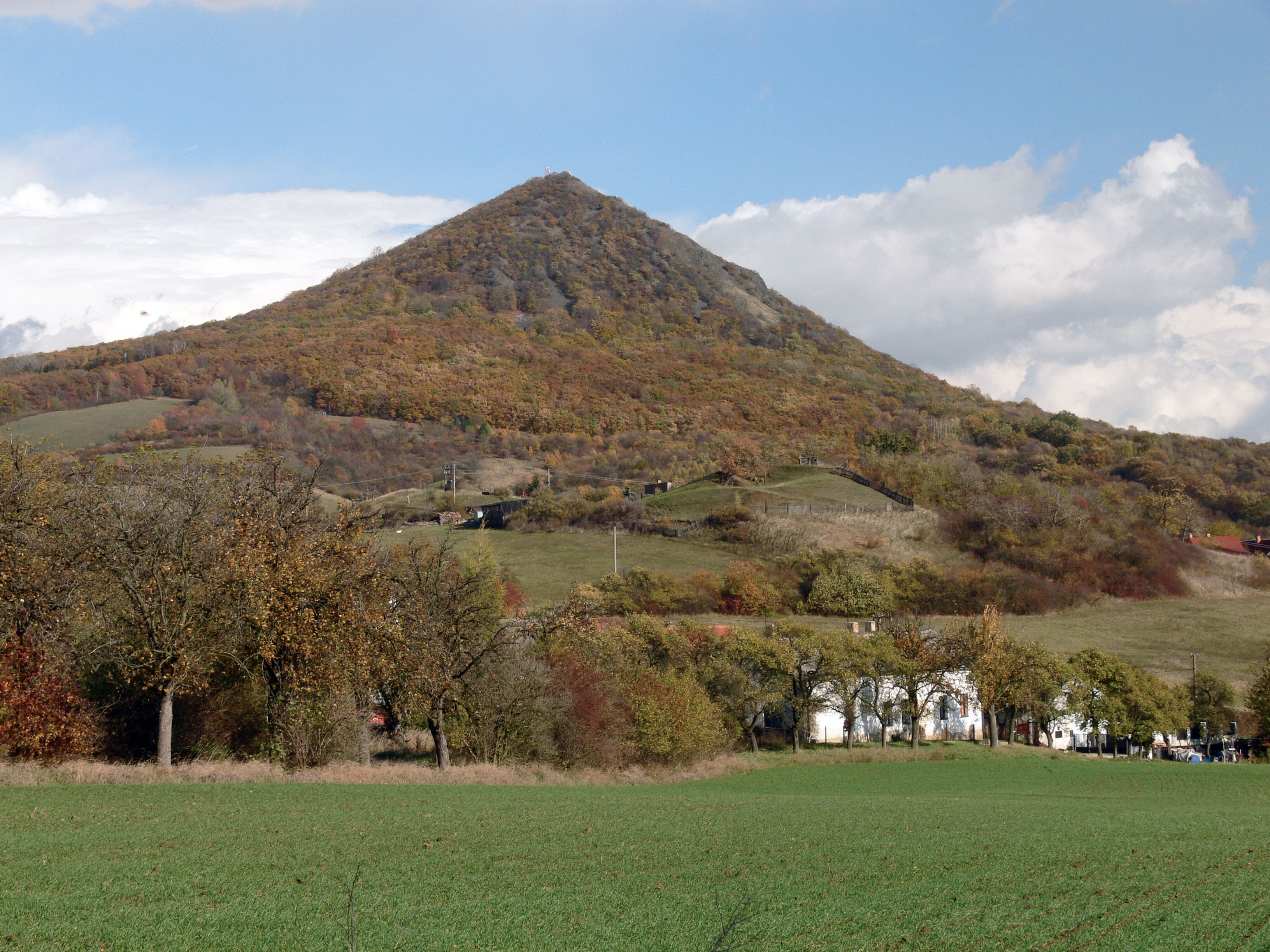
Lovoš (573 m n. m.)

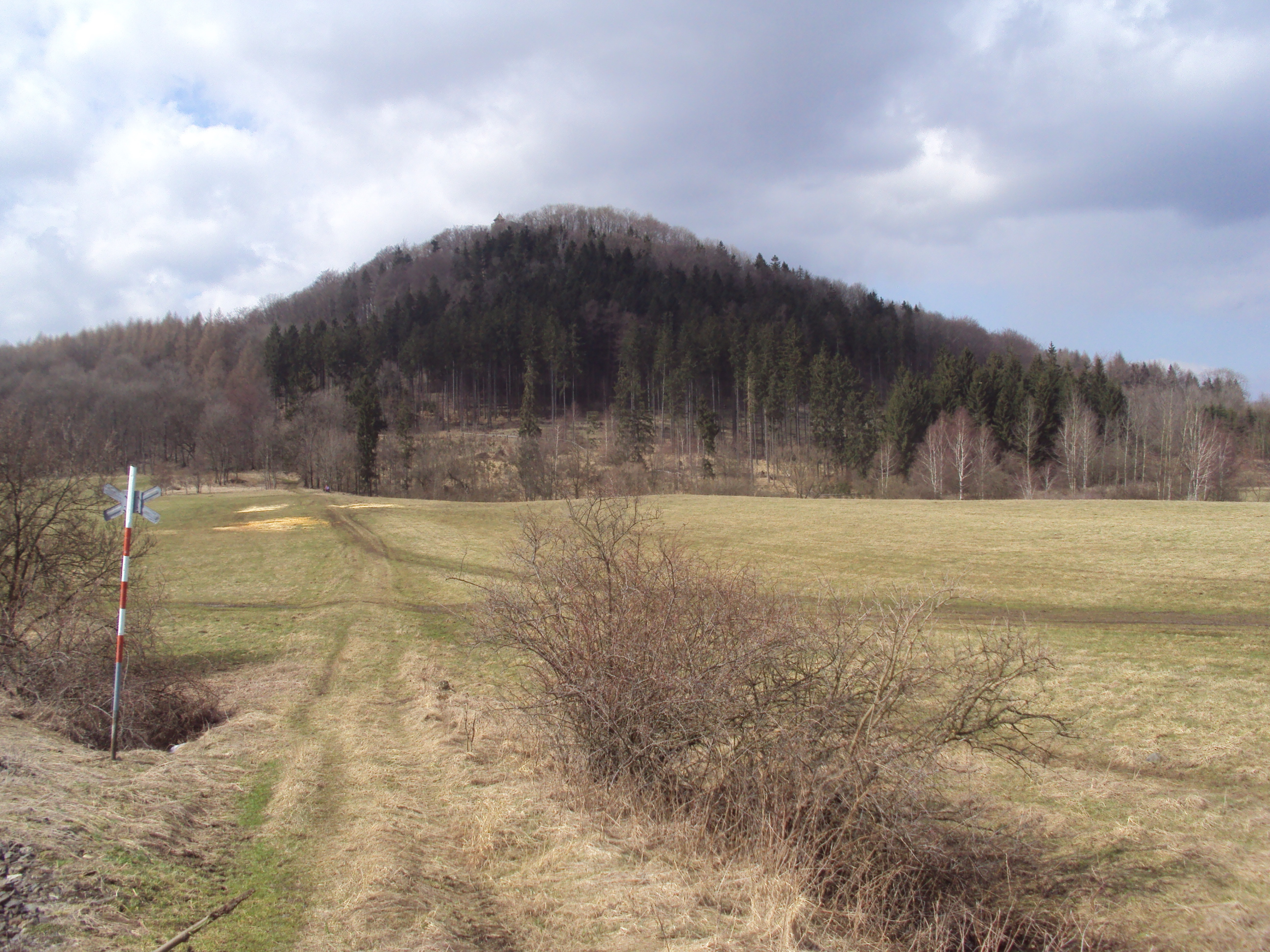
Zámecký vrch (541 m n. m.)

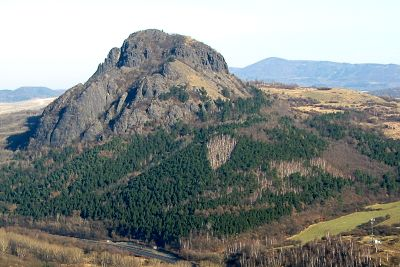
Bořeň (539 m n. m.)

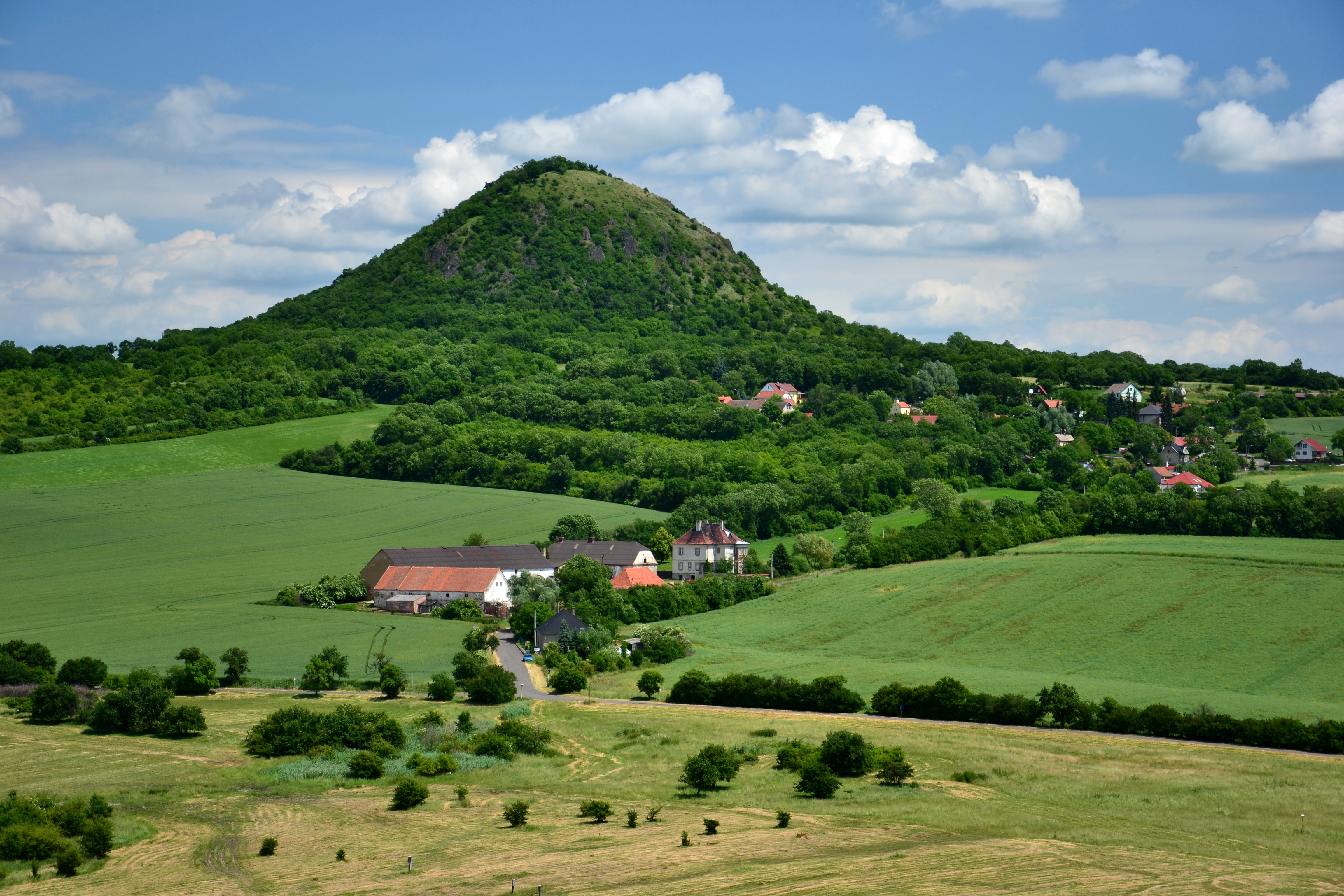
Milá (510 m n. m.)

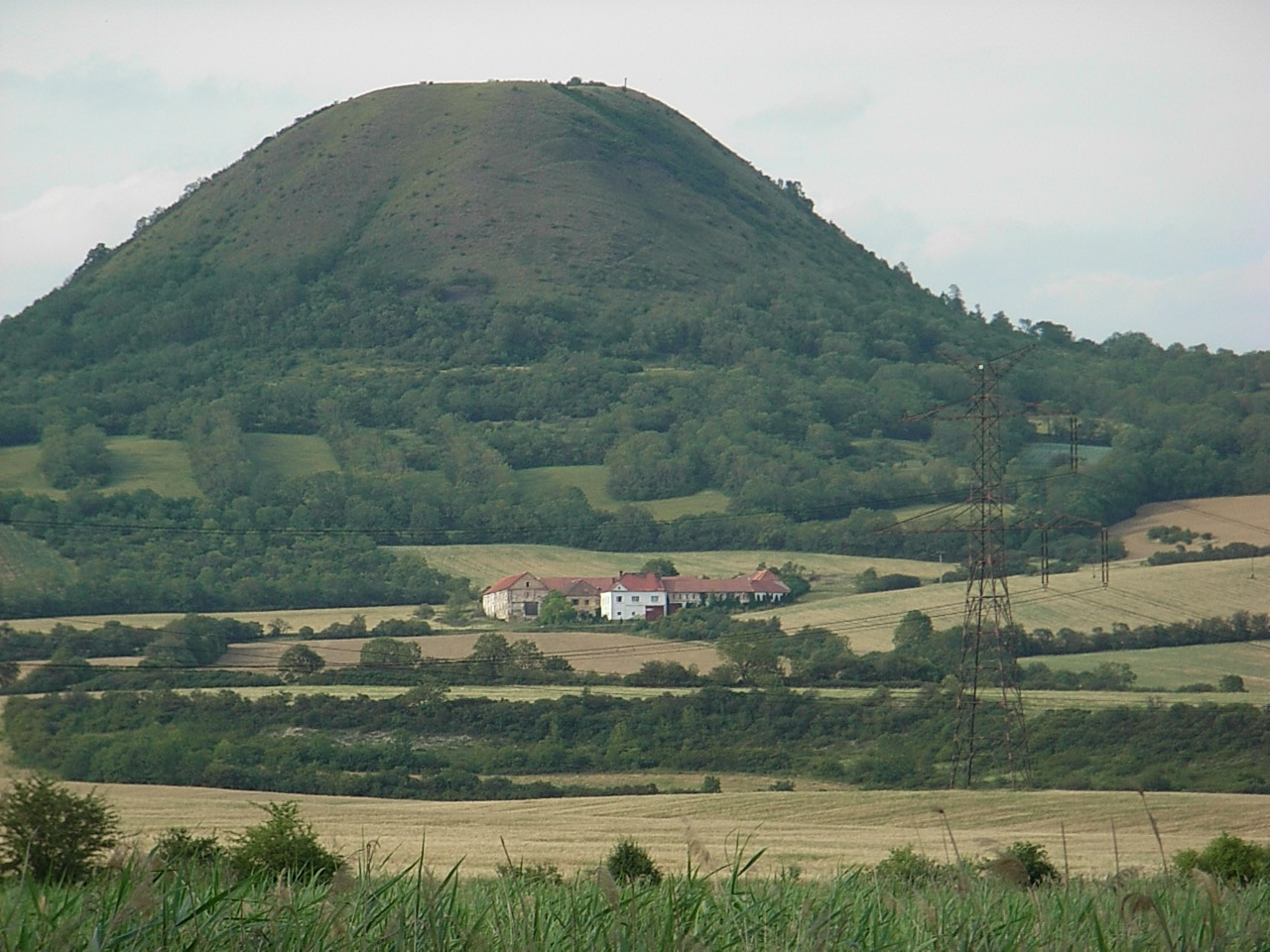
Oblík (510 m n. m.)

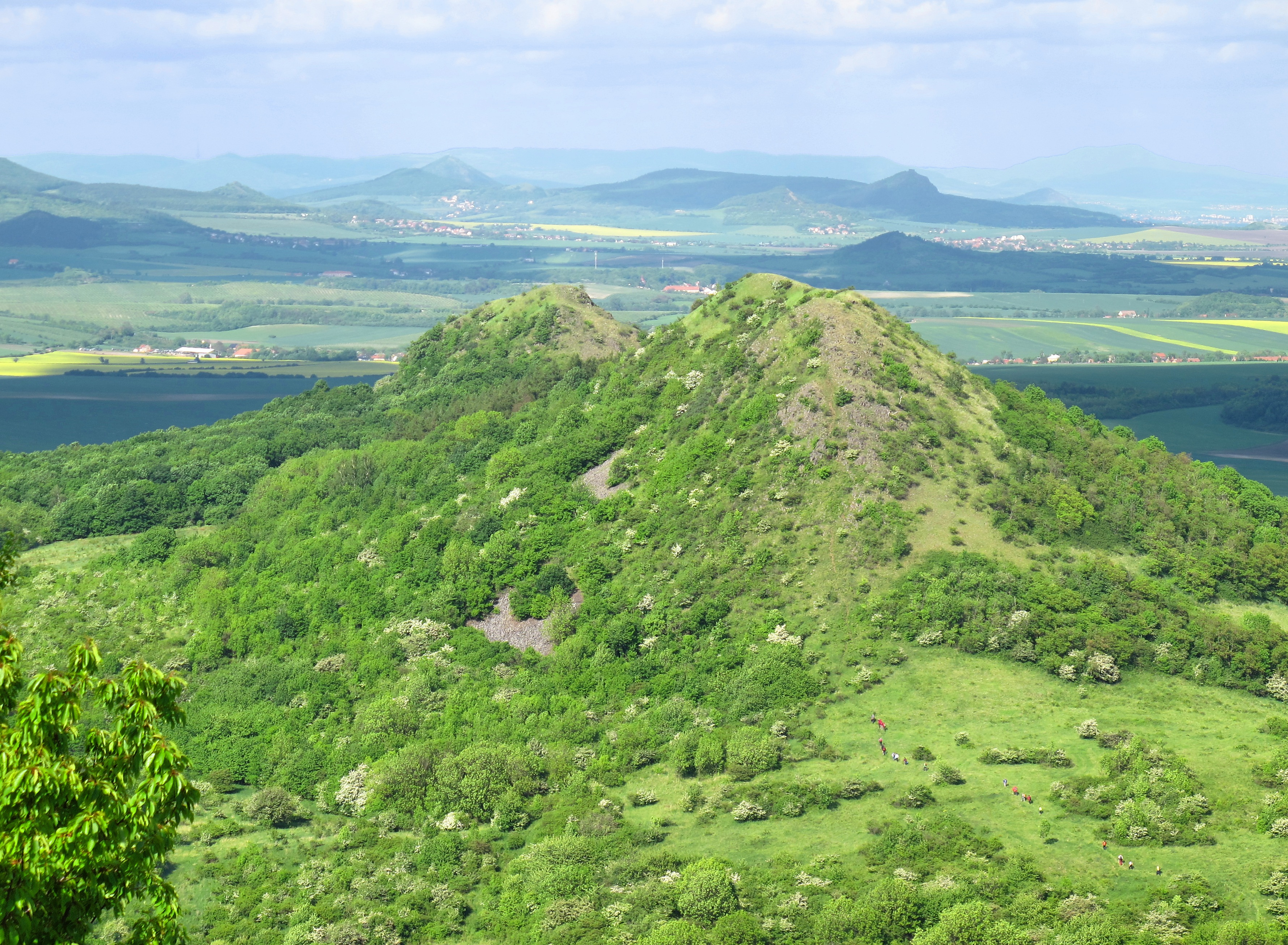
Srdov (483 m n. m.)

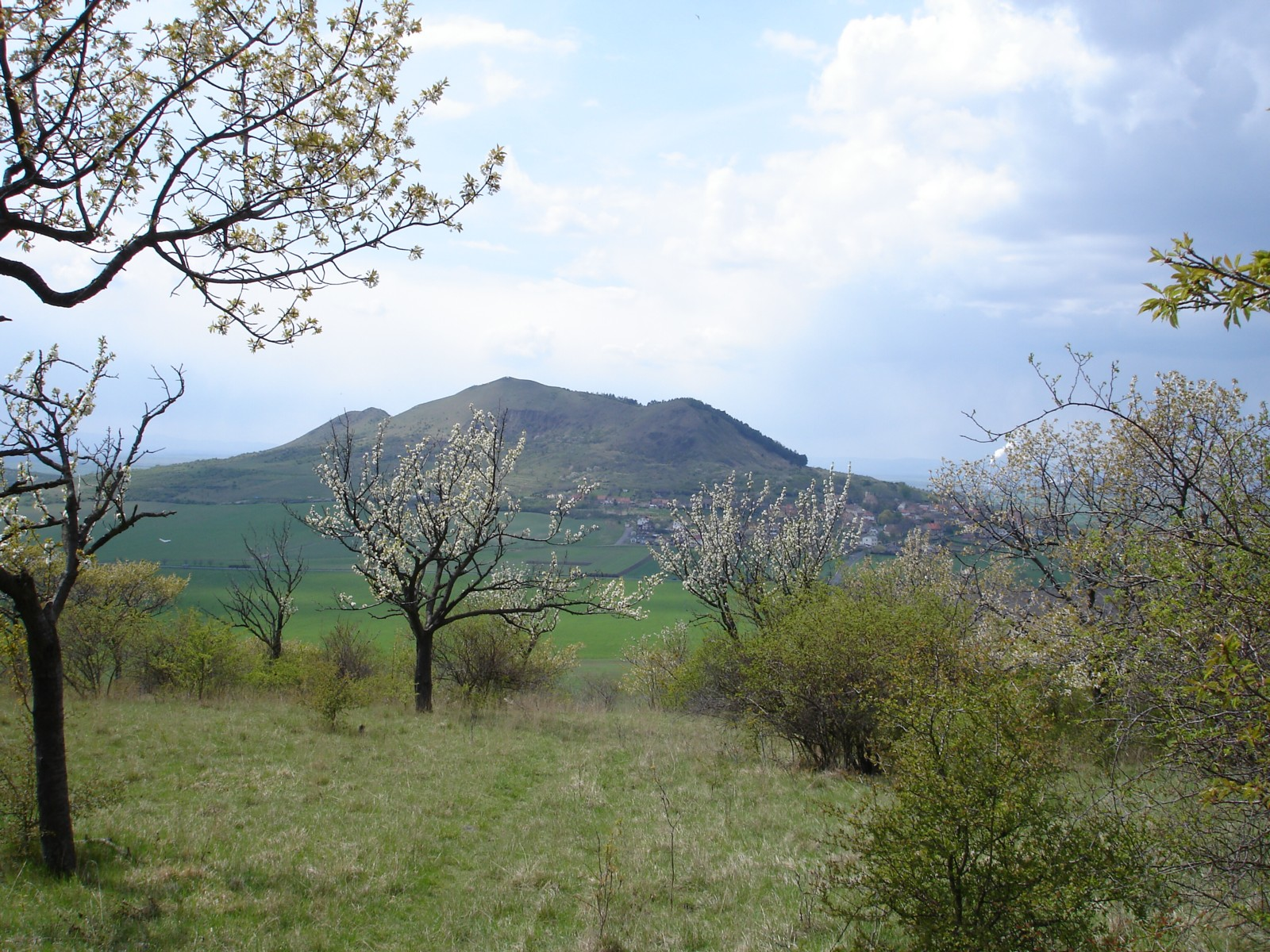
Raná (457 m n. m.)

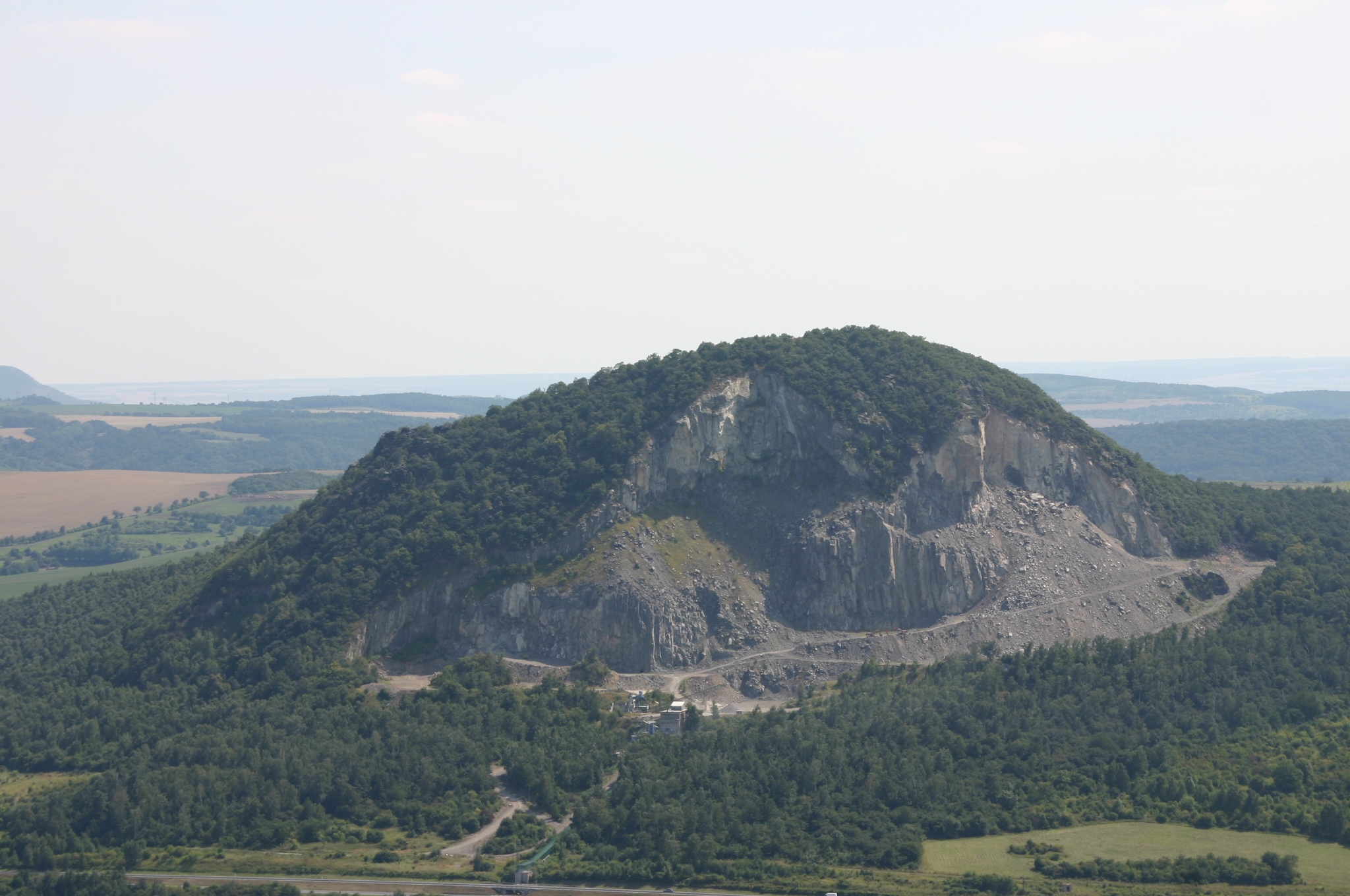
Želenický vrch (456 m n. m.)

Seznam vrcholů v Českém středohoří zahrnuje nejvyšší hory s nadmořskou výškou nad 600 m a také všechny hory s prominencí (relativní výškou) nad 100 metrů. Seznam vychází z údajů na Mapy.cz a ze základních topografických map ČR vydávaných Zeměměřickým úřadem. Jako hranice pohoří je uvažována hranice stejnojmenného geomorfologického celku.

## Seznam vrcholů podle výšky
Seznam vrcholů podle výšky obsahuje všechny hory a kopce Českého středohoří s nadmořskou výškou alespoň 600 metrů a prominencí alespoň 15 metrů. Takových hor je celkem 46, nejvíc jich je v okrscích Kostomlatské středohoří (17, včetně nejvyšší Milešovky) a Litoměřické středohoří (13).
| #   | Vrchol                    | Výška m n. m. | Promi- nence | Izolace (km)            | Souřadnice                       | Středohoří   | Přístup                   |
| --- | ------------------------- | ------------- | ------------ | ----------------------- | -------------------------------- | ------------ | ------------------------- |
| 01. | Milešovka                 | 0837          | 620          | 20,2 → Stropník         | 50°33′18″ s. š., 13°55′54″ v. d. | Kostomlatské | modrá turistická značka   |
| 02. | Hradišťany                | 0753          | 236          | 06,7 → Milešovka        | 50°30′27″ s. š., 13°52′12″ v. d. | Kostomlatské | červená turistická značka |
| 03. | Kloč                      | 0737          | 208          | 03,7 → Milešovka        | 50°32′47″ s. š., 13°52′42″ v. d. | Kostomlatské | neznačeno                 |
| 04. | Sedlo                     | 0727          | 417          | 23,6 → Milešovka        | 50°35′35″ s. š., 14°15′50″ v. d. | Litoměřické  | zelená turistická značka  |
| 05. | Kleč                      | 0721          | 045          | 00,5 → Kloč             | 50°32′52″ s. š., 13°53′10″ v. d. | Kostomlatské | neznačeno                 |
| 06. | Ostrý                     | 0719          | 063          | 01,1 → Hradišťany       | 50°29′50″ s. š., 13°51′36″ v. d. | Kostomlatské | neznačeno                 |
| 07. | Kletečná                  | 0706          | 234          | 02,9 → Milešovka        | 50°34′02″ s. š., 13°58′22″ v. d. | Kostomlatské | neznačeno                 |
| 08. | Lipská hora               | 0689          | 151          | 02,8 → Hradišťany       | 50°30′46″ s. š., 13°54′47″ v. d. | Kostomlatské | červená turistická značka |
| 09. | Buková hora               | 0686          | 241          | 08,5 → Sedlo            | 50°40′19″ s. š., 14°13′38″ v. d. | Bukovohorské | červená turistická značka |
| 10. | Kočičí vrch               | 0681          | 053          | 02,1 → Buková hora      | 50°40′59″ s. š., 14°15′06″ v. d. | Bukovohorské | neznačeno                 |
| 11. | Hlaváč                    | 0679          | 026          | 00,5 → Kleč             | 50°32′11″ s. š., 13°53′59″ v. d. | Kostomlatské | neznačeno                 |
| 12. | Vrchovina                 | 0678          | 220          | 08,6 → Sedlo            | 50°35′37″ s. š., 14°08′23″ v. d. | Litoměřické  | neznačeno                 |
| 13. | Kamenný vrch              | 0675          | 019          | 00,4 → Kleč             | 50°33′10″ s. š., 13°53′28″ v. d. | Kostomlatské | neznačeno                 |
| 14. | Kukla                     | 0674          | 107          | 03,2 → Vrchovina        | 50°37′20″ s. š., 14°07′39″ v. d. | Litoměřické  | neznačeno                 |
| 15. | Milešovský Kloc           | 0674          | 081          | 01,1 → Kleč             | 50°32′22″ s. š., 13°54′55″ v. d. | Kostomlatské | neznačeno                 |
| 16. | Trpasličí kameny          | 0672          | 023          | 00,9 → Kukla            | 50°37′22″ s. š., 14°06′47″ v. d. | Litoměřické  | neznačeno                 |
| 17. | Táhlina                   | 0670          | 106          | 01,4 → Lipská hora      | 50°31′23″ s. š., 13°54′06″ v. d. | Kostomlatské | neznačeno                 |
| 18. | Matrelík                  | 0669          | 026          | 01,7 → Buková hora      | 50°39′43″ s. š., 14°15′00″ v. d. | Bukovohorské | neznačeno                 |
| 19. | Zvon                      | 0664          | 0106         | 01,0 → Kleč             | 50°33′36″ s. š., 13°54′15″ v. d. | Kostomlatské | neznačeno                 |
| 20. | Mravenčí vrch             | 0661          | 023          | 00,4 → Kleč             | 50°32′08″ s. š., 13°53′29″ v. d. | Kostomlatské | neznačeno                 |
| 21. | Zpěvný vrch               | 0659          | 022          | 00,8 → Kočičí vrch      | 50°40′46″ s. š., 14°14′19″ v. d. | Bukovohorské | neznačeno                 |
| 22. | Široký vrch               | 0659          | 036          | 00,6 → Trpasličí kameny | 50°37′39″ s. š., 14°06′21″ v. d. | Litoměřické  | neznačeno                 |
| 23. | Dlouhý vrch               | 0658          | 028          | 00,8 → Vrchovina        | 50°34′54″ s. š., 14°08′54″ v. d. | Litoměřické  | neznačeno                 |
| 24. | Kamenný vrch              | 0654          | 026          | 00,9 → Trpasličí kameny | 50°36′49″ s. š., 14°07′01″ v. d. | Litoměřické  | neznačeno                 |
| 25. | Medvědí hůrka             | 0644          | 065          | 01,0 → Malý Buk         | 50°47′49″ s. š., 14°32′04″ v. d. | Benešovské   | neznačeno                 |
| 26. | Obervald (býv. Vlčí hora) | 0642          | 074          | 06,4 → Medvědí hůrka    | 50°45′24″ s. š., 14°28′50″ v. d. | Benešovské   | neznačeno                 |
| 27. | Klučky                    | 0642          | 050          | 02,2 → Medvědí hůrka    | 50°46′49″ s. š., 14°30′37″ v. d. | Benešovské   | modrá turistická značka   |
| 28. | Varhošť                   | 0639          | 093          | 02,4 → Vrchovina        | 50°35′25″ s. š., 14°06′02″ v. d. | Litoměřické  | žlutá turistická značka   |
| 29. | Solanská hora             | 0638          | 125          | 02,2 → Lipská hora      | 50°29′35″ s. š., 13°54′12″ v. d. | Kostomlatské | neznačeno                 |
| 30. | Kupa                      | 0637          | 029          | 01,0 → Vrchovina        | 50°35′45″ s. š., 14°06′54″ v. d. | Litoměřické  | neznačeno                 |
| 31. | Šenovský vrch             | 0633          | 111          | 01,9 → Klučky           | 50°46′58″ s. š., 14°28′53″ v. d. | Benešovské   | zelená turistická značka  |
| 32. | Češka (býv. Česká skála)  | 0631          | 022          | 00,9 → Obervald         | 50°45′36″ s. š., 14°29′48″ v. d. | Benešovské   | modrá turistická značka   |
| 33. | Babinský vrch             | 0630          | 062          | 00,8 → Vrchovina        | 50°36′14″ s. š., 14°08′06″ v. d. | Litoměřické  | neznačeno                 |
| 34. | Modřín                    | 0630          | 062          | 00,9 → Kamenný vrch     | 50°36′55″ s. š., 14°06′01″ v. d. | Litoměřické  | neznačeno                 |
| 35. | Na koruně                 | 0628          | 020          | 02,3 → Kočičí vrch      | 50°42′06″ s. š., 14°16′56″ v. d. | Bukovohorské | neznačeno                 |
| 36. | Polevský vrch             | 0627          | 020          | 00,4 → Medvědí hůrka    | 50°47′30″ s. š., 14°31′31″ v. d. | Benešovské   | naučná turistická značka  |
| 37. | Stráž                     | 0626          | 018          | 00,6 → Kočičí vrch      | 50°40′54″ s. š., 14°15′49″ v. d. | Bukovohorské | neznačeno                 |
| 38. | Dlouhý vrch               | 0619          | 031          | 00,4 → Solanská hora    | 50°29′37″ s. š., 13°54′39″ v. d. | Kostomlatské | neznačeno                 |
| 39. | Javorský vrch             | 0617          | 219          | 05,9 → Děčínský Sněžník | 50°43′54″ s. š., 14°06′52″ v. d. | Ústecké      | neznačeno                 |
| 40. | Pákova hora               | 0617          | 054          | 01,1 → Lipská hora      | 50°30′37″ s. š., 13°53′44″ v. d. | Kostomlatské | neznačeno                 |
| 41. | Setenka                   | 0612          | 034          | 00,5 → Lipská hora      | 50°30′44″ s. š., 13°54′09″ v. d. | Kostomlatské | neznačeno                 |
| 42. | Špičák                    | 0608          | 030          | 00,2 → Vrchovina        | 50°35′59″ s. š., 14°08′42″ v. d. | Litoměřické  | neznačeno                 |
| 43. | Hadí skála                | 0606          | 021          | 00,4 → Obervald         | 50°45′20″ s. š., 14°28′16″ v. d. | Benešovské   | neznačeno                 |
| 44. | Loučný                    | 0605          | 067          | 04,5 → Stráž            | 50°40′24″ s. š., 14°20′10″ v. d. | Bukovohorské | neznačeno                 |
| 45. | Kamenná hora              | 0601          | 143          | 04,2 → Buková hora      | 50°38′51″ s. š., 14°10′42″ v. d. | Litoměřické  | zelená turistická značka  |
| 46. | Pohorský vrch             | 0601          | 047          | 03,0 → Loučný           | 50°38′44″ s. š., 14°19′39″ v. d. | Bukovohorské | neznačeno                 |

## Seznam vrcholů podle prominence
Seznam vrcholů podle prominence obsahuje všechny hory a kopce Českého středohoří s prominencí (relativní výškou) nad 100 metrů, bez ohledu na nadmořskou výšku. Celkem jich je 57, tedy pětkrát víc než v sousedních Krušných horách, které jsou přitom vyšší i rozlehlejší než České středohoří. To dokládá odlišný charakter tohoto sopečného pohoří, se spoustou výrazných hor a kopců.
Nejprominentnější horou je nejvyšší Milešovka (prominence 620 m, 6. nejprominentnější česká hora), druhé je Sedlo (417 m), které je zároveň nejizolovanější, a třetí Lovoš (261 m).
| #   | Vrchol           | Výška m n. m. | Promi- nence | Izolace (km)            | Souřadnice                       | Středohoří   | Přístup                                                                       |
| --- | ---------------- | ------------- | ------------ | ----------------------- | -------------------------------- | ------------ | ----------------------------------------------------------------------------- |
| 01. | Milešovka        | 0837          | 620          | 20,2 → Stropník         | 50°33′18″ s. š., 13°55′54″ v. d. | Kostomlatské | modrá turistická značka                                                       |
| 02. | Sedlo            | 0727          | 417          | 23,6 → Milešovka        | 50°35′35″ s. š., 14°15′50″ v. d. | Litoměřické  | zelená turistická značka                                                      |
| 03. | Lovoš            | 0573          | 261          | 05,1 → Kletečná         | 50°31′39″ s. š., 14°01′05″ v. d. | Kostomlatské | zelená turistická značka · modrá turistická značka · naučná turistická značka |
| 04. | Buková hora      | 0686          | 241          | 08,5 → Sedlo            | 50°40′18″ s. š., 14°13′40″ v. d. | Bukovohorské | červená turistická značka                                                     |
| 05. | Vaňovský vrch    | 0561          | 237          | 02,5 → Modřín           | 50°36′52″ s. š., 14°03′34″ v. d. | Litoměřické  | neznačeno                                                                     |
| 06. | Hradišťany       | 0753          | 236          | 06,7 → Milešovka        | 50°30′27″ s. š., 13°52′12″ v. d. | Kostomlatské | červená turistická značka                                                     |
| 07. | Kletečná         | 0706          | 234          | 02,9 → Milešovka        | 50°34′02″ s. š., 13°58′22″ v. d. | Kostomlatské | neznačeno                                                                     |
| 08. | Vrchovina        | 0678          | 220          | 08,6 → Sedlo            | 50°35′37″ s. š., 14°08′23″ v. d. | Litoměřické  | neznačeno                                                                     |
| 09. | Javorský vrch    | 0617          | 219          | 05,9 → Děčínský Sněžník | 50°43′54″ s. š., 14°06′52″ v. d. | Ústecké      | žlutá turistická značka                                                       |
| 10. | Bořeň            | 0539          | 216          | 05,9 → Hradišťany       | 50°31′40″ s. š., 13°45′50″ v. d. | Bořeňské     | zelená turistická značka · naučná turistická značka                           |
| 11. | Oblík            | 0510          | 217          | 04,4 → Milá             | 50°24′41″ s. š., 13°48′31″ v. d. | Ranské       | zelená turistická značka                                                      |
| 12. | Zlatník          | 0522          | 209          | 03,7 → Bořeň            | 50°30′58″ s. š., 13°42′53″ v. d. | Bořeňské     | červená turistická značka                                                     |
| 13. | Kloč             | 0737          | 208          | 03,7 → Milešovka        | 50°32′47″ s. š., 13°52′42″ v. d. | Kostomlatské | neznačeno                                                                     |
| 14. | Dobrná           | 0535          | 207          | 06,5 → Kohout           | 50°46′10″ s. š., 14°18′30″ v. d. | Benešovské   | neznačeno                                                                     |
| 15. | Milá             | 0510          | 199          | 07,2 → Hradišťany       | 50°26′05″ s. š., 13°45′27″ v. d. | Ranské       | modrá turistická značka                                                       |
| 16. | Raná             | 0457          | 195          | 02,5 → Oblík            | 50°24′25″ s. š., 13°46′16″ v. d. | Ranské       | modrá turistická značka                                                       |
| 17. | Kozel            | 0598          | 190          | 07,5 → Strážný vrch     | 50°39′50″ s. š., 14°27′22″ v. d. | Litoměřické  | neznačeno                                                                     |
| 18. | Dvorský kopec    | 0527          | 174          | 04,4 → Obervald         | 50°43′17″ s. š., 14°25′15″ v. d. | Benešovské   | neznačeno                                                                     |
| 19. | Ovčí vrch        | 0437          | 174          | 02,0 → Želenický vrch   | 50°32′15″ s. š., 13°43′33″ v. d. | Bořeňské     | červená turistická značka                                                     |
| 20. | Deblík           | 0460          | 171          | 02,3 → Varhošť          | 50°35′05″ s. š., 14°03′13″ v. d. | Kostomlatské | neznačeno                                                                     |
| 21. | Ressl            | 0414          | 170          | 06,8 → Zlatník          | 50°30′24″ s. š., 13°37′01″ v. d. | Bořeňské     | neznačeno                                                                     |
| 22. | Doubravská hora  | 0397          | 159          | 05,1 → Komáří hůrka     | 50°38′19″ s. š., 13°51′37″ v. d. | Teplické     | žlutá turistická značka                                                       |
| 23. | Zámecký vrch     | 0541          | 153          | 01,5 → Smrčník          | 50°47′29″ s. š., 14°26′01″ v. d. | Benešovské   | zelená turistická značka                                                      |
| 24. | Lipská hora      | 0689          | 151          | 02,8 → Hradišťany       | 50°30′46″ s. š., 13°54′47″ v. d. | Kostomlatské | neznačeno                                                                     |
| 25. | Sutomský vrch    | 0506          | 151          | 03,6 → Lovoš            | 50°30′27″ s. š., 13°58′41″ v. d. | Kostomlatské | neznačeno                                                                     |
| 26. | Kamenná hora     | 0601          | 143          | 04,2 → Buková hora      | 50°38′51″ s. š., 14°10′42″ v. d. | Litoměřické  | zelená turistická značka                                                      |
| 27. | Ve chvojkách     | 0386          | 137          | 03,3 → Doubravská hora  | 50°37′16″ s. š., 13°49′15″ v. d. | Teplické     | místnímodrá turistická značka                                                 |
| 28. | Radečský kopec   | 0503          | 135          | 01,8 → Dvorský kopec    | 50°42′58″ s. š., 14°26′51″ v. d. | Benešovské   | neznačeno                                                                     |
| 29. | Vysoký kámen     | 0494          | 131          | 02,5 → Blansko          | 50°41′23″ s. š., 14°08′08″ v. d. | Ústecké      | neznačeno                                                                     |
| 30. | Panna            | 0596          | 133          | 03,1 → Špičák           | 50°36′42″ s. š., 14°11′05″ v. d. | Litoměřické  | žlutá turistická značka · naučná turistická značka                            |
| 31. | Chmelník         | 0508          | 130          | 01,5 → Lotarův vrch     | 50°45′17″ s. š., 14°09′30″ v. d. | Ústecké      | žlutá turistická značka                                                       |
| 32. | Špičák           | 0399          | 128          | 03,1 → Zlatník          | 50°31′11″ s. š., 13°40′04″ v. d. | Bořeňské     | neznačeno                                                                     |
| 33. | Lotarův vrch     | 0509          | 126          | 02,5 → Javorský vrch    | 50°45′34″ s. š., 14°08′21″ v. d. | Ústecké      | neznačeno                                                                     |
| 34. | Solanská hora    | 0638          | 125          | 02,2 → Lipská hora      | 50°29′35″ s. š., 13°54′12″ v. d. | Kostomlatské | neznačeno                                                                     |
| 35. | Ostrý            | 0553          | 120          | 01,1 → Lhota            | 50°31′54″ s. š., 13°57′05″ v. d. | Kostomlatské | modrá turistická značka                                                       |
| 36. | Vysoký Ostrý     | 0587          | 114          | 01,7 → Široký vrch      | 50°38′11″ s. š., 14°04′49″ v. d. | Litoměřické  | červená turistická značka · naučná turistická značka                          |
| 37. | Plešivec         | 0510          | 113          | 01,8 → Hradiště         | 50°33′55″ s. š., 14°05′21″ v. d. | Kostomlatské | modrá turistická značka · naučná turistická značka                            |
| 38. | Želenický vrch   | 0456          | 113          | 01,0 → Zlatník          | 50°31′10″ s. š., 13°43′54″ v. d. | Bořeňské     | neznačeno                                                                     |
| 39. | Vršetín          | 0450          | 112          | 01,6 → Plešivec         | 50°28′54″ s. š., 13°57′23″ v. d. | Kostomlatské | neznačeno                                                                     |
| 40. | Střížovický vrch | 0348          | 112          | 02,5 → Čepec            | 50°40′32″ s. š., 14°00′12″ v. d. | Ústecké      | místnížlutá turistická značka                                                 |
| 41. | Kohout           | 0589          | 111          | 01,8 → Na koruně        | 50°42′36″ s. š., 14°18′43″ v. d. | Bukovohorské | modrá turistická značka                                                       |
| 42. | Šenovský vrch    | 0633          | 111          | 01,9 → Klučky           | 50°46′58″ s. š., 14°28′53″ v. d. | Benešovské   | zelená turistická značka                                                      |
| 43. | Srdov            | 0483          | 110          | 01,0 → Oblík            | 50°25′02″ s. š., 13°49′14″ v. d. | Ranské       | neznačeno                                                                     |
| 44. | Hněvín           | 0407          | 110          | 01,8 → Ressl            | 50°31′13″ s. š., 13°37′59″ v. d. | Bořeňské     | místníčervená turistická značka                                               |
| 45. | Trojhora         | 0456          | 108          | 01,6 → Kalich           | 50°35′31″ s. š., 14°11′27″ v. d. | Litoměřické  | žlutá turistická značka                                                       |
| 46. | Strážiště        | 0362          | 108          | 01,7 → Plešivec         | 50°33′10″ s. š., 14°03′46″ v. d. | Kostomlatské | neznačeno                                                                     |
| 47. | Kukla            | 0674          | 107          | 03,2 → Vrchovina        | 50°37′20″ s. š., 14°07′39″ v. d. | Litoměřické  | neznačeno                                                                     |
| 48. | Táhlina          | 0670          | 106          | 01,4 → Lipská hora      | 50°31′23″ s. š., 13°54′06″ v. d. | Kostomlatské | neznačeno                                                                     |
| 49. | Zvon             | 0664          | 106          | 01,1 → Kamenný vrch     | 50°33′36″ s. š., 13°54′15″ v. d. | Kostomlatské | neznačeno                                                                     |
| 50. | Radešín          | 0551          | 106          | 04,5 → Javorský vrch    | 50°41′50″ s. š., 14°03′34″ v. d. | Ústecké      | neznačeno                                                                     |
| 51. | Dlouhá           | 0483          | 105          | 03,3 → Milá             | 50°27′10″ s. š., 13°47′45″ v. d. | Ranské       | neznačeno                                                                     |
| 52. | Lhota            | 0572          | 104          | 01,0 → Táhlina          | 50°31′37″ s. š., 13°56′05″ v. d. | Kostomlatské | neznačeno                                                                     |
| 53. | Křižák           | 0450          | 104          | 01,7 → Líska            | 50°27′13″ s. š., 13°51′21″ v. d. | Kostomlatské | neznačeno                                                                     |
| 54. | Rovný            | 0377          | 103          | 08,1 → Doubravská hora  | 50°37′47″ s. š., 13°58′39″ v. d. | Litoměřické  | neznačeno                                                                     |
| 55. | Kubačka          | 0542          | 102          | 02,1 → Kletečná         | 50°34′16″ s. š., 14°00′32″ v. d. | Kostomlatské | neznačeno                                                                     |
| 56. | Popovičský vrch  | 0531          | 102          | 03,0 → Dobrná           | 50°47′38″ s. š., 14°17′04″ v. d. | Benešovské   | neznačeno                                                                     |
| 57. | Vysoký les       | 0464          | 100          | 04,2 → Dobrná           | 50°45′51″ s. š., 14°22′32″ v. d. | Benešovské   | místníčervená turistická značka                                               |